# Ludwig Lindgens
Johann Ludwig Lindgens (* 30. März 1824 in Neumühl; † 21. März 1910 in Mülheim an der Ruhr) war ein deutscher Kaufmann und Unternehmer in der Lederindustrie.

## Leben und Wirken
Ludwig Lindgens war ein Sohn von Friedrich Lindgens und Anna Lindgens  geb. Läppchen, er übernahm von seinem Vater im Jahr 1848 das lange im Besitz der Familie befindliche Gut Temminghoven. Dieses Gut tauschte er gegen die Neumühler Mühle an der Emscher in Hamborn. Die Mühle verkaufte er 1854 und kaufte sich mit dem Geld in die Kolonialwarenhandlung Joh. Wilh. Meininghaus Sohn in Mülheim an der Ruhr ein. 1857 übernahm er dann zusammen mit Wilhelm Schmitz die Geschäftsführung des nun unter Wilh. Schmitz & Lindgens firmierenden Unternehmens, einer Keimzelle der heutigen Tengelmann Warenhandelsgesellschaft.
1861 heiratete Ludwig Lindgens in Mülheim an der Ruhr Gertrud Rühl (1837–1897), eine von zwölf Töchtern von Wilhelm Rühl und Gertraud Rühl geb. Loh. Ihr Vater war Gerbermeister und stammte aus einer bekannten, traditionsreichen Mülheimer Gerberfamilie. Im gleichen Jahr gründete Ludwig Lindgens zusammen mit seiner Frau Gertrud die Lederfabrik Ludw. Lindgens.
Da Ludwig Lindgens eigentlich nur stiller Teilhaber bei Wilh. Schmitz & Lindgens war, zog er sich Ende 1866 aus diesem Geschäft zurück.
1892 berief er seinen erst 18-jährigen Sohn Ludwig Lindgens junior (1874–1928) in die Geschäftsleitung, 1895 kam dessen Schwager Ludolf Schmitz (1866–1947) hinzu. Ludwig Lindgens senior wandelte das Unternehmen im Jahr 1902 in eine GmbH um, an der er seinen Sohn Ludwig und seine vier Töchter beteiligte. Er zog sich nun langsam aus der Geschäftsführung zurück und starb im Jahr 1910.